# 公正取引委員会
公正取引委員会（こうせいとりひきいいんかい、英: Japan Fair Trade Commission、略称: JFTC）は、日本の行政機関のひとつ。公正で自由な競争原理を促進し、民主的な国民経済の発達を図ることを目的として設置された内閣府の外局（行政委員会）である。日本語略称は公取委（こうとりい）、公取（こうとり）。

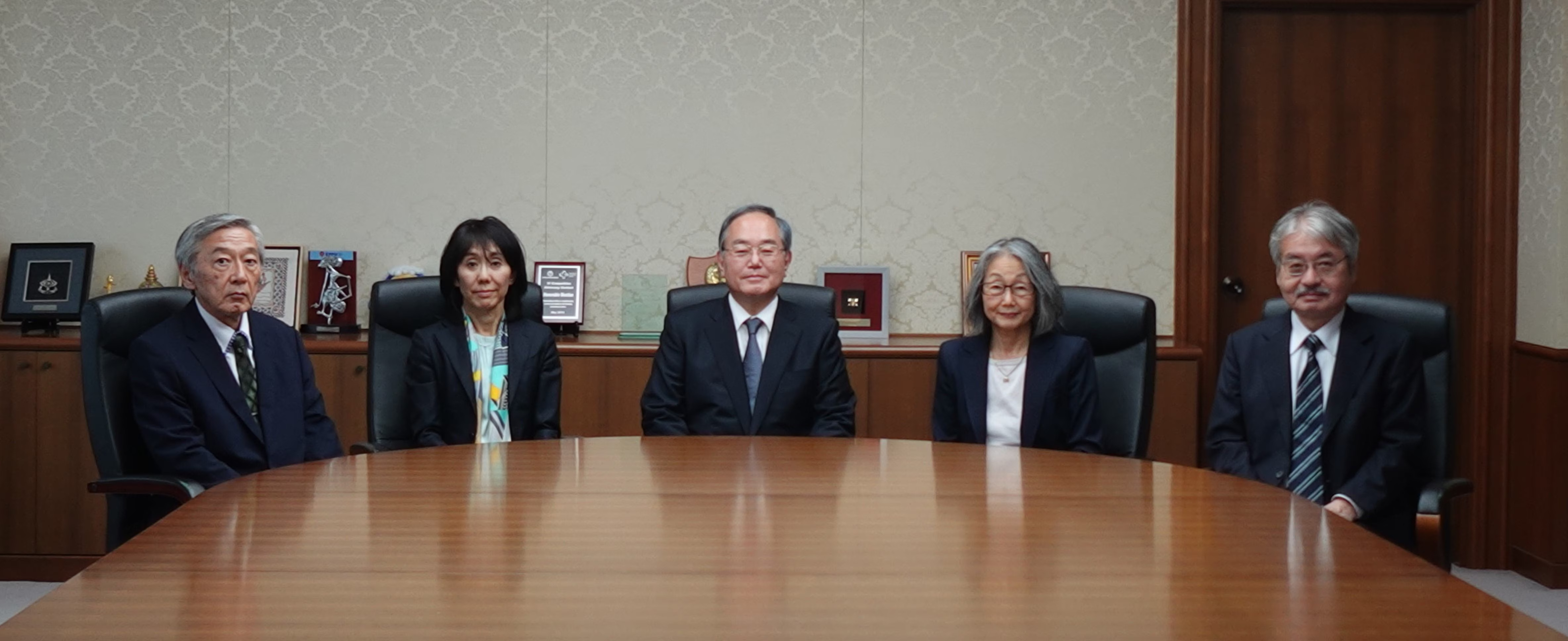
公正取引委員会（2025年5月）

## 概要
「経済の憲法」ともいわれる「私的独占の禁止及び公正取引の確保に関する法律」（独占禁止法）は、私的独占、不当な取引制限（カルテルや入札談合等）および不公正な取引方法（不当廉売、抱き合わせ販売、優越的地位の濫用等）を禁止している。
公正取引委員会は、違反被疑事件を審査し、排除措置命令・課徴金納付命令・警告を行う（独占禁止法の執行）。重大悪質な事件については、裁判官の発する許可状に基づいた臨検・捜索・差押えを行い、検事総長に対し刑事告発する（犯則調査）。独占禁止法の特別法である下請代金支払遅延等防止法（下請法）の執行も、中小企業庁と共に行う（中小企業政策）。また、競争政策の企画および立案を行い、競争制限的な法令・政策・政府規制との調整や競争環境整備に向けた調査・提言等も行っている。さらに、企業結合（M&A等）に関する事前審査や所掌事務に係る国際協力も行う。このため、「市場の番人」や「企業再編の番人」と称されることもある。
かつては取引に関連して、不当景品類及び不当表示防止法（景品表示法）も所管しており、誇大広告や表示などがあった場合、本法に基づく行政処分や命令も発出していたが、景品表示法の所管は2009年（平成21年）9月に新たに発足した消費者庁に移管された。
行政機関としては1869年（明治2年）設置の外務省、1880年（明治13年）設置の会計検査院に次いで発足以来、名称変更されずに続いている。
一部業務については第二次世界大戦後、GHQ指揮の下、財閥解体を主導した持株会社整理委員会から引き継いでいる。
2000年代以降は橋梁談合事件における大企業の刑事告発やマイクロソフトやインテルといった世界的な企業の摘発も行われた。2005年（平成17年）度の同法抜本的改正により、「犯則調査権限」や「課徴金減免制度」が導入され、これによってその権限は大幅に強化された。また、2019年には芸能事務所の移籍妨害や不当契約等、芸能分野における問題行為に言及するなど、取り扱う分野の幅は大きく広がっている。
2022年（令和4年）に発表された骨太の方針（「経済財政運営と改革の基本方針2022」）においては、取引慣行の改善や規制の見直しを提言する公正取引委員会のアドボカシー（唱導）機能の強化を図ることとされ、機能・体制の強化に取り組む一方で、2023年（令和5年）にはフリーランス・事業者間取引適正化法が成立し、個人として業務委託を受けるフリーランスと呼ばれる人々の取引の適正化を図るための法整備・法執行に乗り出すなど、その役割は近年拡大している。
2024年（令和6年）には、国民生活や経済基盤に必要不可欠となっているスマートフォンをめぐる競争環境の整備を行うことを目的としたスマホソフトウェア競争促進法が成立し、AppleやGoogleといったスマートフォンのOSやウェブブラウザなどを提供する事業者に対する監視をさらに強めていくこととなった。

### 企業結合に対する審査
公正取引委員会（経済取引局企業結合課）は、合併（M&A）や株式取得などの企業結合が独占禁止法上問題がないかどうかを審査している。そして、一般消費者にとって不利益になるような、競争を実質的に制限することとなる企業結合を禁止することができる。
市場への影響を判断するに当たっては、当事会社の市場シェアやその順位のみならず、当事会社間の従来の競争の状況、競争者の市場シェアとの格差、競争者の競争余力・差別化の程度、輸入品との代替性の程度、参入の可能性の程度、隣接市場からの競争圧力、需要者からの競争圧力、総合的な事業能力、効率性および経営状況といった多様な事情が考慮されている。例えば、たとえある企業の市場シェアが高まったとしても、他の企業や国外から十分な商品の供給が行われるならば、競争は制限されておらず一般消費者にとっても問題はないため、企業結合は認められる。さらに、企業結合が競争を制限することとなり独禁法に違反すると判断される場合であっても、当事会社が一部の事業を他の会社に譲渡するなどといった適切な措置を講ずることにより、独禁法上の問題を解消することができる場合も、企業結合は認められる。
また、審査に当たっては、任期付職員を含めたエコノミストにより、必要に応じて経済分析が実施されている。
旧新日本製鐵は、2009年（平成21年）に傘下のステンレス事業を日新製鋼と統合する方針を打ち出したが、公正取引委員会の反対によって断念している。競争のグローバル化に伴い、縮小傾向にある日本国内シェアに留まる議論によって合併の是非を判断することに対して議論されている。2011年（平成23年）7月、経済界から合併審査の迅速化や透明性向上を要求したのを受け、合併審査の指針を改正。同年12月、新日本製鐵と住友金属工業の合併について、両社間で競合する約30分野において独占禁止法に基づいて合併後に競争が無くならないかを審査したうえで、一部条件つきで認めると発表した。本件は公正取引委員会がグローバル競争の実態を意識したものとして評価された。以来、JXホールディングスによる東燃ゼネラル石油の統合計画や、トヨタ自動車によるダイハツ工業の全額出資（完全子会社化）などを認める姿勢を見せている。

### フリーランスの取引適正化に関する政策
ギグワーカーやクラウドワーカーといったデジタル社会の進展に伴う新しい働き方の出現に代表されるように、フリーランスという働き方が普及した一方で、彼らが取引先との関係で様々なトラブルを経験していることを受け、取引先とフリーランスの業務委託契約に関して最低限の規律を設けることを目的として、内閣は「フリーランス・事業者間取引適正化法案」を国会に提出し、2023年（令和5年）4月に可決・成立した。
この法律は、フリーランスに業務委託を発注した事業者に対して取引条件の明示を義務付け、報酬の減額や成果物の受領拒否等を禁止するという下請法類似の規制を設けるものであり、違反した発注事業者には公正取引委員会が助言、指導、報告徴求・立入検査、勧告、公表、命令をすることができる。
公正取引委員会では、法律の運用のために関連する政令、委員会規則、ガイドラインを整備し、同法は2024年（令和6年）11月1日に全面施行された。

### スマホソフトウェア競争促進法の制定
2019年（令和元年）以降、公正取引委員会では、アプリストア市場やモバイルOS等に関する実態調査など、いわゆるデジタルプラットフォームに対する市場調査を実施してきたが、これらの市場においては、特定少数の有力な事業者による寡占状態であり、さまざまな競争上の弊害が生じていることが指摘されていた。また、新規参入等の市場機能による自発的是正が困難であること、かつ、独占禁止法による個別事案に則した対応では立証活動に著しい時間を要するといった課題があった。

こうした状況を踏まえ、2024年（令和6年）4月、公正取引委員会は、モバイルOS、アプリストア、ウェブブラウザ、検索エンジンのソフトウェアを提供する事業者（念頭に置かれるのはAppleやGoogle）を規制対象事業者として指定し、当該事業者に禁止事項及び遵守事項を義務付け、違反した場合は是正命令や課徴金納付命令を行うことを内容とする法律案を国会に提出した。同法案は同年6月に国会において可決されて成立した。
2025年3月、公正取引委員会は、スマホソフトウェア競争促進法の規定の適用を受ける特定ソフトウェア事業者として、Apple及びiTunes、Googleの3社を指定したと発表した。

### アドボカシー活動
競争政策におけるアドボカシー（競争唱導）活動とは、個別の独占禁止法違反被疑事件に対する法執行（エンフォースメント）とは別に、成長の期待される経済分野や政府規制分野について実態調査等を行い、反競争的な取引慣行の自主的な改善や所管省庁による規制の見直しを提言する取組みを指す。近年、公正取引委員会では、キャッシュレス決済市場や携帯電話市場、デジタルプラットフォームにおけるオンラインモール・アプリストア市場やデジタル広告市場等に関する実態調査などを積極的に行なっており、それぞれの調査報告書を通じて取引慣行の見直しを提言している。中には、銀行間手数料の値下げや携帯電話端末の販売契約制度の改善など、公取委の調査をきっかけとして実際に是正が進んだ取引慣行も存在し、公取委の行う競争政策上、重要な位置を占めつつある。特に、競争法上のグレーゾーンが多数存在するデジタル分野におけるアドボカシー活動は、市場との対話を通じてソフトローを形成できる取組みとして一定の評価がされている。
なお、公正取引委員会には、個別具体的な違反行為の取締りとは関係なく行使できる、罰則担保による強制調査権限が与えられており、主に経済実態調査の過程において用いられている。近年この権限が使われた実態調査の例として、液化天然ガスの取引実態に関する調査やクラウドサービス分野の取引実態に関する調査が挙げられる。
2022年（令和4年）6月、公正取引委員会は、アドボカシーの実効性の強化やアドボカシーと法執行の連携の促進を目的として、これらを一層精力的に行うとともに、公取委の機能・体制の強化を図っていくことを表明した。

## 委員長および委員
2025年5月21日現在、委員会の構成は以下のとおり。
|        | 氏名 | 氏名     | 任命年月日     | 前職等                   | 学歴等                                                                   |
| ------ | ---- | -------- | -------------- | ------------------------ | ------------------------------------------------------------------------ |
| 委員長 |      | 茶谷栄治 | 2025年5月21日  | 財務事務次官             | 東京大学法学部                                                           |
| 委員   |      | 三村晶子 | 2016年2月22日  | 横浜家庭裁判所長         | 東京大学法学部                                                           |
| 委員   |      | 青木玲子 | 2016年11月21日 | 一橋大学名誉教授         | 東京大学理学部数学科 スタンフォード大学大学院経済学博士 (Ph.D.)          |
| 委員   |      | 𠮷田安志 | 2022年7月1日   | さいたま地方検察庁検事正 | 中央大学法学部                                                           |
| 委員   |      | 泉水文雄 | 2023年4月13日  | 神戸大学大学院教授       | 京都大学法学部 京都大学法学修士 京都大学大学院法学研究科博士後期課程退学 |

## 沿革
- 1947年（昭和22年）
  - 7月1日、公正取引委員会発足。委員の定数は7人で衆議院の同意を得て内閣総理大臣が任命。委員長は委員の中から内閣総理大臣が選任する（参議院同意不要）。
  - 7月14日、公正取引委員会委員を任命。
  - 7月18日、公正取引委員会事務局官制[51]が制定され、事務局は総務部、商事部、調査部、審査部の4部体制。
  - 7月31日、委員定数7人を、委員長1人、委員6人に分割し、委員長を認証官とする。任命に際し衆議院の同意を要する点はそのまま[52]。
- 1948年（昭和23年）7月29日、商事部から証券部を分離して5部体制[53]。
- 1949年（昭和24年）6月1日、国家行政組織法の施行に伴う法令改正により公正取引委員会事務局官制を廃止[54]、事務局の組織について独占禁止法第35条の2に規定[55]。この改正で証券部を商事部に統合し再度4部体制となる。
- 1952年（昭和27年）8月1日、公正取引委員会委員の定数を6人から4人に削減[注釈 4]。任命に際し必要となる立法府の同意が「衆議院の同意」から「両議院の同意（衆院優越なし）」に改められる[56]。

事務局に事務局長を置く。
審判手続の一部を行う職員を審判官という専任職として5人を置き、事務局長に直属させる。
組織構成は官房、経済部、審査部の1官房2部の体制。
- 1964年（昭和39年）4月1日、経済部から取引部を分離して、1官房3部の体制[57]。
- 1996年（平成8年）6月14日、委員長および委員の定年を65歳から70歳に変更。事務局を事務総局に、事務局長を事務総長に改め、機構を部制から局制に改める[58]。

経済部と取引部を統合して経済取引局とし、経済取引局に取引部を置き、審査部を審査局に拡充し、審査局に特別審査部を設置する。これにより、1官房2局2部の体制となる。
- 2001年（平成13年）1月6日、中央省庁再編により、総理府外局から総務省外局に移行。
- 2003年（平成15年）4月9日、電気通信事業・放送事業・郵政事業の監督行政を所管する総務省の外局となっていることの問題に対応すべく、総務省外局から内閣府外局に移行[59]。
- 2006年（平成18年）1月4日、独占禁止法の改正[60]と呼応し、特別審査部を廃止し、犯則審査部を新設。審判官の定数を5人から7人に増員。
- 2012年（平成24年）9月27日、国会同意人事の遅れのため、史上初の「委員長欠員・3人委員」体制となる[61][注釈 5]。2013年（平成25年）3月5日、杉本和行の委員長就任により解消。
- 2014年（平成26年）4月1日、独占禁止法の改正[60]により、審判制度が廃止。公取委の命令等に係る訴訟の管轄が、東京高等裁判所から東京地方裁判所（合議体）に変更された[62]。
- 2020年（令和2年）4月1日、「プラットフォーマー」と呼ばれる巨大IT企業の取引状況の監視を強化するために「デジタル市場企画調査室」を開設。
- 2022年（令和4年）12月9日、中小下請取引適正化に向けた執行強化のため、官房に中小事業者等を担当する参事官および取引部企業取引課に企画官を新設し、事務総局職員の定員について50人を緊急増員[63][64]。
- 2023年（令和5年）4月1日、経済取引局調整課に企画官を新設し、審査局管理企画課の審査企画官を廃止[65]。内閣府沖縄総合事務局総務部の公正取引室が公正取引課に組織変更[66]。
- 2025年（令和7年）4月1日、官房デジタル・国際総括審議官を新設[67]。

## 所掌事務
| - 独占禁止政策の企画および立案 - 所掌事務に関する法令案の作成 - 所掌事務に係る国際機関、外国の行政機関および国際会議に関する事務その他の国際関係事務、国際協力に関する事務 - 国民・事業者・事業者団体からの相談・申告等窓口 - 海外の独占禁止政策に関する調査、資料の収集および情報の提供 - 独占禁止政策の海外に対する広報 - 国際通商に影響を及ぼす制限的取引慣行 - 国会に対する意見の提出 - 独占禁止政策に係る事業活動におよび経済実態の調査 - 経済法令およびこれに基づく行政措置に関する独占禁止政策に係る関係行政機関との調整 - 独占禁止法その他の法律の規定により公正取引委員会が行うこととされている認可、同意、協議および処分の請求ならびに届出、報告および通知の受理 - 会社およびその子会社の事業に関する報告書ならびに会社の設立に関する届出の受理 - 会社の株式の取得、合併、新設分割、吸収分割、株式移転または事業の譲受けに関する計画に係る届出の受理 - 会社の株式の取得、合併、新設分割、吸収分割、株式移転または事業の譲受けをしてはならない期間の短縮 | - 不公正な取引方法の指定 - 再販売価格に関する商品の指定 - 小売商業調整特別措置法の規定による指示 - 不当景品類及び不当表示防止法の規定による認定 - 下請代金支払遅延等防止法の施行 - 事件の審査 - 排除措置命令、課徴金納付命令 - 競争回復措置命令 - 告発ならびに裁判所に対する緊急停止命令およびこれに関する供託に係る没取の申立て - 合併、新設分割、吸収分割または株式移転の無効の訴え - 排除措置命令の執行後および競争回復措置命令の確定後の監査 - 課徴金の徴収 - 行政訴訟の事務 など |

## 組織
公正取引委員会は、独禁法等の違反事件の調査や審決を行う準司法的な機能、および規則制定権の準立法的な機能を有している。内閣総理大臣の所轄に属するとされているものの、委員長および4名の委員が「独立」（独占禁止法28条）して職権を行使する独立行政委員会である。委員長および委員の任命には衆参両議院の同意を必要とする。委員長は認証官とされ、その任免は天皇により認証される。
事務総局の内部組織は、法律の独占禁止法、政令の公正取引委員会事務総局組織令、内閣府令の公正取引委員会事務総局組織規則および公正取引委員会規則である公正取引委員会事務総局組織規程が階層的に規定している。

### 公正取引委員会
- 委員長（認証官。正式表記は「公正取引委員会委員長」、給与は副大臣と同等。）
- 委員（4人。正式表記は委員長の例に同じ、給与は事務総長（次官級）と同等。）

### 公正取引委員会事務総局
- 事務総長（正式表記は「事務総局」を付さない「公正取引委員会事務総長」）
- 事務総局審判官（3人）

#### 内部部局
- 官房（正式表記は「公正取引委員会事務総局官房」）
  - 総括審議官
  - デジタル・国際総括審議官
  - 政策立案総括審議官
  - 審議官（2人）
  - 公文書監理官
  - サイバーセキュリティ・情報化参事官
  - 参事官（経済分析室長）
  - 参事官（チーフ・グリーン・オフィサー）
    - 総務課
      - 会計室
      - 企画官（意見聴取手続室長）
      - 企画官
      - 企画官

    - 人事課
      - 企画官（2人）

    - 国際課
      - 企画官（1人）

- 経済取引局
  -     - 総務課
      - 企画室
      - デジタル市場企画調査室

    - 調整課
      - 企画官

    - 企業結合課
      - 上席企業結合調査官（2人）

  - 取引部
    - 取引企画課
      - 取引調査室
      - 相談指導室
      - フリーランス取引適正化室

    - 企業取引課
      - 下請取引調査室
      - 企画官
      - 企画官（優越的地位濫用未然防止対策調査室長）
      - 上席下請取引検査官（2人）

- 審査局
  - 審査管理官（2人）
    - 管理企画課
      - 企画室
      - 情報管理室
      - 公正競争監視室
      - 課徴金減免管理官

    - 第一審査長
      - 上席審査専門官

    - 第二審査長
    - 第三審査長
      - 上席審査専門官

    - 第四審査長
      - 上席審査専門官
      - 上席審査専門官（デジタルプラットフォーマー担当）

    - 第五審査長
    - 訟務官

  - 犯則審査部
    - 第一特別審査長
    - 第二特別審査長

#### 地方機関
各事務所等の内部組織については#所在地を参照されたい。
- 北海道事務所（正式表記は「公正取引委員会事務総局北海道事務所」。「事務総局」は省略しない。他の事務所も同様）
- 東北事務所
- 中部事務所
- 近畿中国四国事務所
  - 中国支所
  - 四国支所
- 九州事務所

※沖縄県内については、内閣府沖縄総合事務局総務部公正取引課が公取委地方機関の役割を担う。

#### 研究機関
- 競争政策研究センター（CPRC）。足元の施策実施に役立てるという観点はもとより、中長期的観点から独占禁止法の運用や競争政策の企画・立案・評価を行う上での理論的な基礎を強化するため、外部の研究者や実務家の知的資源と公正取引委員会職員との機能的・持続的な協働のプラットフォームの整備を図ることを目的とする[72]。

## 所管法人、財政、職員
内閣府の該当の項を参照。令和7年4月1日現在、事務総局職員の定員は957名である。

## 所在地
本局および地方事務所などの所在地については以下のとおり。
| 事務所等の名称                           | 事務所等の名称                           | 事務所等の名称     | 所在地 | 管轄区域                                                                         | 組織 |
| ---------------------------------------- | ---------------------------------------- | ------------------ | --- | -------------------------------------------------------------------------------- | --- |
| （本局）                                 | （本局）                                 |                    | 東京都千代田区霞が関1-1-1 中央合同庁舎第6号館B棟 ※令和6年度以降、東京都港区に建設予定の虎ノ門再開発建物に移転予定。 | 茨城県・栃木県・群馬県・埼玉県・千葉県・東京都・神奈川県・新潟県・長野県・山梨県 | #内部部局を参照。 |
| 北海道事務所                             | 北海道事務所                             |                    | 札幌市中央区大通西12 札幌第3合同庁舎                                                                                | 北海道                                                                           | 総務課 取引課 フリーランス課 下請課 第一審査課 第二審査課                                                            |
| 東北事務所                               | 東北事務所                               |                    | 仙台市青葉区本町3-2-23 仙台第2合同庁舎                                                                              | 青森県・岩手県・宮城県・秋田県・山形県・福島県                                   | 総務課 取引課 フリーランス課 下請課 第一審査課 第二審査課                                                            |
| 中部事務所                               | 中部事務所                               |                    | 名古屋市中区三の丸2-5-1 名古屋合同庁舎第2号館                                                                       | 富山県・石川県・岐阜県・静岡県・愛知県・三重県                                   | 総務管理官 審査統括官 総務課 取引課 フリーランス課 下請課 第一審査課 第二審査課 第三審査課 経済取引指導官            |
| 近畿中国四国事務所                       | （本部）                                 |                    | 大阪市中央区大手前4-1-76 大阪合同庁舎第4号館                                                                        | 福井県・滋賀県・京都府・大阪府・兵庫県・奈良県・和歌山県                         | 総務管理官 審査統括官 総務課 取引課 フリーランス課 下請課 第一審査課 第二審査課 第三審査課 第四審査課 経済取引指導官 |
| 近畿中国四国事務所                       | 中国支所                                 |                    | 広島市中区上八丁堀6-30 広島合同庁舎第4号館                                                                          | 鳥取県・島根県・岡山県・広島県・山口県                                           | 総務課 取引課 下請課 第一審査課 第二審査課                                                                           |
| 近畿中国四国事務所                       | 四国支所                                 |                    | 高松市サンポート3-33 高松サンポート合同庁舎南館                                                                     | 徳島県・香川県・愛媛県・高知県                                                   | 総務課 取引課 下請課 審査課                                                                                          |
| 九州事務所                               | 九州事務所                               | 画像をアップロード | 福岡市博多区博多駅東2-10-7 福岡第2合同庁舎別館                                                                      | 福岡県・佐賀県・長崎県・熊本県・大分県・宮崎県・鹿児島県                         | 総務管理官 総務課 取引課 フリーランス課 下請課 第一審査課 第二審査課 第三審査課 経済取引指導官                       |
| （内閣府沖縄総合事務局総務部公正取引課） | （内閣府沖縄総合事務局総務部公正取引課） |                    | 那覇市おもろまち2-1-1 那覇第2地方合同庁舎2号館                                                                      | 沖縄県                                                                           | |

## 事務総局の幹部
2025年（令和7年）7月1日現在の事務総局の幹部（指定職）は以下のとおりである。
| 職名                         | 氏名       |
| ---------------------------- | ---------- |
| 事務総長                     | 岩成博夫   |
| 官房総括審議官               | 塚田益徳   |
| 官房デジタル・国際総括審議官 | 佐久間正哉 |
| 官房政策立案総括審議官       | 藤井宣明   |
| 官房審議官（企業結合）       | 深町正徳   |
| 官房審議官（取引適正化）     | 向井康二   |
| 経済取引局長                 | 大胡勝     |
| 取引部長                     | 原一弘     |
| 審査局長                     | 品川武     |
| 審査管理官                   | 稲熊克紀   |
| 審査管理官                   | 小室尚彦   |
| 犯則審査部長                 | 大元慎二   |
| 中部事務所長                 | 渡部良一   |
| 近畿中国四国事務所長         | 南雅晴     |

## 歴代委員長
- 再任・再々任は個別の代として記載。
- 退任日に付した（願）は依願退官、（亡）は死亡、（定）は定年退官。付していないものは任期満了。
- 委員長欠員の場合は、委員の1人が「公正取引委員会委員長代理」として職務を遂行する。
- 独占禁止法の条文のうち公正取引委員会の設置に関する部分の施行期日（組織としての発足日）は1947年（昭和22年）7月1日であるが、委員7名（初代委員長の中山喜久松を含む）が任命されたのは同月14日。
- 発足直後の同年7月31日に法改正が施行され、改正前は委員長は委員7人のうちの1人とされ認証官ではなかったのが、改正後は委員長と委員6人は別枠扱いとなり、さらに委員長が認証官となったという経緯があるため、下表の代数も旧制度・新制度を別扱いとする。

| 代  | 氏名                     | 在任期間                                     | 出身母体                                                 | 退任後の主な役職           |
| --- | ------------------------ | -------------------------------------------- | -------------------------------------------------------- | -------------------------- |
| 旧1 | 中山喜久松 （一級・2年） | 1947年7月14日-1947年7月30日（願） 非・認証官 | 日本興業銀行                                             |                            |
| 1   | 中山喜久松 （一級・2年） | 1947年7月31日-1952年2月4日（願）             | 日本興業銀行                                             |                            |
| 2   | 横田正俊                 | 1952年2月4日-1952年7月30日                   | 裁判官                                                   | 最高裁判所長官             |
| 3   | 横田正俊                 | 1952年7月31日-1957年7月30日                  | 裁判官                                                   | 最高裁判所長官             |
| 4   | 横田正俊                 | 1957年7月31日-1958年3月25日（願）            | 裁判官                                                   | 最高裁判所長官             |
| 5   | 長沼弘毅                 | 1958年3月31日-1959年4月17日（願）            | 大蔵省（事務次官）                                       | 日本コロムビア会長         |
| 6   | 佐藤基                   | 1959年7月7日-1962年7月30日                   | 法制局（第一・第四部長、特許標準局長官、会計検査院院長） |                            |
| 7   | 佐藤基                   | 1962年7月31日-1963年3月22日（定）            | 法制局（第一・第四部長、特許標準局長官、会計検査院院長） |                            |
| 8   | 渡邊喜久造               | 1963年3月25日-1965年8月28日（亡）            | 大蔵省（国税庁長官）                                     |                            |
| 9   | 北島武雄                 | 1965年9月14日-1967年7月30日                  | 大蔵省（国税庁長官）                                     | 日本専売公社総裁           |
| 10  | 山田精一                 | 1967年8月21日-1969年11月11日（願）           | 日本銀行                                                 | 貯蓄増強中央委員会会長     |
| 11  | 谷村裕                   | 1969年11月15日-1972年8月20日                 | 大蔵省（事務次官）                                       | 東京証券取引所理事長       |
| 12  | 高橋俊英                 | 1972年8月24日-1976年2月6日（願）             | 大蔵省（銀行局長）                                       |                            |
| 13  | 澤田悌                   | 1976年4月1日-1977年8月23日                   | 日本銀行                                                 | 日本住宅公団総裁           |
| 14  | 橋口收                   | 1977年9月13日-1982年9月12日                  | 大蔵省（主計局長、初代国土事務次官）                     | 広島銀行頭取、会長         |
| 15  | 高橋元                   | 1982年9月24日-1987年9月23日                  | 大蔵省（主税局長、事務次官）                             | 日本開発銀行総裁           |
| 16  | 梅澤節男                 | 1987年9月24日-1992年9月23日                  | 大蔵省（主税局長、国税庁長官）                           | 日本興業銀行監査役         |
| 17  | 小粥正巳                 | 1992年9月24日-1996年8月27日（定）            | 大蔵省（事務次官）                                       | 日本政策投資銀行総裁       |
| 18  | 根來泰周                 | 1996年8月28日-1997年9月23日                  | 検察庁（東京高等検察庁検事長）                           | 日本野球機構コミッショナー |
| 19  | 根來泰周                 | 1997年9月24日-2002年7月30日（定）            | 検察庁（東京高等検察庁検事長）                           | 日本野球機構コミッショナー |
| 20  | 竹島一彦                 | 2002年7月31日-2002年9月23日                  | 大蔵省（国税庁長官）、内閣官房副長官補                   | 森・濱田松本法律事務所顧問 |
| 21  | 竹島一彦                 | 2002年9月24日-2007年9月23日                  | 大蔵省（国税庁長官）、内閣官房副長官補                   | 森・濱田松本法律事務所顧問 |
| 22  | 竹島一彦                 | 2007年9月27日-2012年9月26日                  | 大蔵省（国税庁長官）、内閣官房副長官補                   | 森・濱田松本法律事務所顧問 |
| 23  | 杉本和行                 | 2013年3月5日-2018年3月4日                    | 大蔵省（財務事務次官）                                   | TMI総合法律事務所顧問      |
| 24  | 杉本和行                 | 2018年3月5日-2020年9月12日                   | 大蔵省（財務事務次官）                                   | TMI総合法律事務所顧問      |
| 25  | 古谷一之                 | 2020年9月16日-2023年3月4日                   | 大蔵省（国税庁長官）、内閣官房副長官補                   |                            |
| 26  | 古谷一之                 | 2023年3月6日-2025年5月20日                   | 大蔵省（国税庁長官）、内閣官房副長官補                   |                            |
| 27  | 茶谷栄治                 | 2025年5月21日-                               | 財務事務次官                                             |                            |

## 歴代委員
- 委員の任期は5年。ただし、初回の任期のみ、私的独占の禁止並びに公正取引の確保に関する法律（昭和22年法律第54号）第114条の規定に基づき、1947年7月30日までは「そのうちの一人については一年、二人については二年、一人については三年、二人については四年、一人については五年」とされ、同年7月31日からは「そのうちの四人については各ゝ一年、二年、三年又は五年とし、二人については四年」とされたため、各人個別の任期を付記する。
- 氏名欄については、初代の委員の辞令の官報掲載順に左から記載し、以下各人の後任として任命された者を時系列に沿って記載する。このため、1952年8月1日以降の定数減の枠は右寄せとはならない。
- 委員任期満了に伴い欠員が生ずる場合、公正取引委員会の委員の級別等に関する政令（昭和22年政令第134号）の規定に基づき、1952年7月31日までは当該満了した委員に対して「公正取引委員会委員の職務を行うことを命ずる」との辞令を発出することが認められていたため、当該辞令により職務を行った者については当該期間につき氏名を丸括弧で囲って表示する。
- 氏名に付した（願）は依願免官、（亡）は在任中死亡、（定）は定年退官、（異）は委員から委員長へ任命されたことによる異動、付していないものは任期満了。（一級）は1952年7月31日までに併せて官吏一級（旧・勅任官に相当）に叙されたことを示す。依願免官又は在任中死亡の場合は、即日後任者が任命された場合を除き、便宜上、免官の辞令発出当日又は死亡日のセルをハイフン表示とした。

| 任命年月日等   | 氏名                            | 氏名                         | 氏名                 | 氏名                      | 氏名                   | 氏名                         | 氏名                           |
| -------------- | ------------------------------- | ---------------------------- | -------------------- | ------------------------- | ---------------------- | ---------------------------- | ------------------------------ |
| 1947年7月14日  | 島本融 （一級・1年）            | 横田正俊（異） （一級・5年） | 蘆野弘 （一級・3年） | 石井清 （一級・4年）      | 大橋光雄 （一級・2年） | 倉井敏麿（願） （一級・4年） | 中山喜久松（願） （一級・2年） |
| 1949年7月30日  | 島本融 （一級・1年）            | 横田正俊（異） （一級・5年） | 蘆野弘 （一級・3年） | 石井清 （一級・4年）      | 大橋光雄 （一級・2年） | 倉井敏麿（願） （一級・4年） | -                              |
| 1947年7月31日  | 島本融 （一級・1年）            | 横田正俊（異） （一級・5年） | 蘆野弘 （一級・3年） | 石井清 （一級・4年）      | 大橋光雄 （一級・2年） | 倉井敏麿（願） （一級・4年） | （減員）                       |
| 1948年7月14日  | （島本融）                      | 横田正俊（異） （一級・5年） | 蘆野弘 （一級・3年） | 石井清 （一級・4年）      | 大橋光雄 （一級・2年） | 倉井敏麿（願） （一級・4年） | （減員）                       |
| 1948年10月26日 | 島本融（願） （一級）           | 横田正俊（異） （一級・5年） | 蘆野弘 （一級・3年） | 石井清 （一級・4年）      | 大橋光雄 （一級・2年） | 倉井敏麿（願） （一級・4年） | （減員）                       |
| 1949年7月14日  | 島本融（願） （一級）           | 横田正俊（異） （一級・5年） | 蘆野弘 （一級・3年） | 石井清 （一級・4年）      | -                      | 倉井敏麿（願） （一級・4年） | （減員）                       |
| 1949年12月10日 | 島本融（願） （一級）           | 横田正俊（異） （一級・5年） | 蘆野弘 （一級・3年） | 石井清 （一級・4年）      | 赤木曉（願） （一級）  | 倉井敏麿（願） （一級・4年） | （減員）                       |
| 1950年7月13日  | 島本融（願） （一級）           | 横田正俊（異） （一級・5年） | 蘆野弘 （一級・3年） | 石井清 （一級・4年）      | 赤木曉（願） （一級）  | -                            | （減員）                       |
| 1950年7月14日  | 島本融（願） （一級）           | 横田正俊（異） （一級・5年） | -                    | 石井清 （一級・4年）      | 赤木曉（願） （一級）  | -                            | （減員）                       |
| 1950年7月21日  | 島本融（願） （一級）           | 横田正俊（異） （一級・5年） | 蘆野弘 （一級）      | 石井清 （一級・4年）      | 赤木曉（願） （一級）  | -                            | （減員）                       |
| 1950年11月22日 | -                               | 横田正俊（異） （一級・5年） | 蘆野弘 （一級）      | 石井清 （一級・4年）      | 赤木曉（願） （一級）  | -                            | （減員）                       |
| 1951年3月26日  | 北沢新次郎（定） （一級・残任） | 横田正俊（異） （一級・5年） | 蘆野弘 （一級）      | 石井清 （一級・4年）      | 赤木曉（願） （一級）  | -                            | （減員）                       |
| 1951年3月31日  | 北沢新次郎（定） （一級・残任） | 横田正俊（異） （一級・5年） | 蘆野弘 （一級）      | 石井清 （一級・4年）      | 赤木曉（願） （一級）  | 湯地謹爾郎 （一級・残任）    | （減員）                       |
| 1951年7月14日  | 北沢新次郎（定） （一級・残任） | 横田正俊（異） （一級・5年） | 蘆野弘 （一級）      | -                         | 赤木曉（願） （一級）  | （湯地謹爾郎）               | （減員）                       |
| 1951年8月21日  | 北沢新次郎（定） （一級・残任） | 横田正俊（異） （一級・5年） | 蘆野弘 （一級）      | -                         | 赤木曉（願） （一級）  | 湯地謹爾郎（願） （一級）    | （減員）                       |
| 1952年2月4日   | 北沢新次郎（定） （一級・残任） | -                            | 蘆野弘 （一級）      | 高野善一郎（願） （一級） | 赤木曉（願） （一級）  | 湯地謹爾郎（願） （一級）    | （減員）                       |
| 1952年2月15日  | 北沢新次郎（定） （一級・残任） | -                            | 蘆野弘 （一級）      | 高野善一郎（願） （一級） | -                      | 湯地謹爾郎（願） （一級）    | （減員）                       |
| 1952年2月21日  | -                               | -                            | 蘆野弘 （一級）      | 高野善一郎（願） （一級） | -                      | 湯地謹爾郎（願） （一級）    | （減員）                       |
| 1952年2月26日  | 山本茂 （一級・残任）           | -                            | 蘆野弘 （一級）      | 高野善一郎（願） （一級） | -                      | 湯地謹爾郎（願） （一級）    | （減員）                       |
| 1952年8月1日   | 山本茂 （一級・残任）           | （減員）                     | 蘆野弘 （一級）      | 高野善一郎（願） （一級） | （減員）               | 湯地謹爾郎（願） （一級）    | （減員）                       |
| 1953年9月28日  | 山本茂 （一級・残任）           | （減員）                     | 蘆野弘 （一級）      | 高野善一郎（願） （一級） | （減員）               | -                            | （減員）                       |
| 1953年10月26日 | 山本茂（願）                    | （減員）                     | 蘆野弘 （一級）      | 高野善一郎（願） （一級） | （減員）               | -                            | （減員）                       |
| 1954年2月19日  | 山本茂（願）                    | （減員）                     | 蘆野弘 （一級）      | 高野善一郎（願） （一級） | （減員）               | 吉田晴二（願） （残任）      | （減員）                       |
| 1955年3月29日  | 山本茂（願）                    | （減員）                     | 蘆野弘 （一級）      | 高野善一郎（願） （一級） | （減員）               | -                            | （減員）                       |
| 1955年7月12日  | 山本茂（願）                    | （減員）                     | 蘆野弘 （一級）      | 高野善一郎（願） （一級） | （減員）               | 塚越虎男 （残任）            | （減員）                       |
| 1955年7月21日  | 山本茂（願）                    | （減員）                     | 蘆野弘（願）         | 高野善一郎（願） （一級） | （減員）               | 塚越虎男 （残任）            | （減員）                       |
| 1956年2月15日  | 山本茂（願）                    | （減員）                     | 蘆野弘（願）         | -                         | （減員）               | 塚越虎男 （残任）            | （減員）                       |
| 1956年3月6日   | 山本茂（願）                    | （減員）                     | 蘆野弘（願）         | 中村清公 （残任）         | （減員）               | 塚越虎男 （残任）            | （減員）                       |
| 1956年8月21日  | 山本茂（願）                    | （減員）                     | 蘆野弘（願）         | 中村清公 （残任）         | （減員）               | 塚越虎男（願）               | （減員）                       |
| 1957年2月4日   | 山本茂（願）                    | （減員）                     | 蘆野弘（願）         | -                         | （減員）               | 塚越虎男（願）               | （減員）                       |
| 1957年2月6日   | 山本茂（願）                    | （減員）                     | 蘆野弘（願）         | 中村清公                  | （減員）               | 塚越虎男（願）               | （減員）                       |
| 1958年6月22日  | -                               | （減員）                     | 蘆野弘（願）         | 中村清公                  | （減員）               | 塚越虎男（願）               | （減員）                       |
| 1958年7月8日   | 高坂正雄 （残任）               | （減員）                     | 蘆野弘（願）         | 中村清公                  | （減員）               | 塚越虎男（願）               | （減員）                       |
| 1958年8月11日  | 高坂正雄 （残任）               | （減員）                     | 蘆野弘（願）         | 中村清公                  | （減員）               | -                            | （減員）                       |
| 1958年9月5日   | 高坂正雄 （残任）               | （減員）                     | 蘆野弘（願）         | 中村清公                  | （減員）               | 鈴木憲三 （残任）            | （減員）                       |
| 1958年10月26日 | 高坂正雄（願）                  | （減員）                     | 蘆野弘（願）         | 中村清公                  | （減員）               | 鈴木憲三 （残任）            | （減員）                       |
| 1958年11月15日 | 高坂正雄（願）                  | （減員）                     | -                    | 中村清公                  | （減員）               | 鈴木憲三 （残任）            | （減員）                       |
| 1958年12月19日 | 高坂正雄（願）                  | （減員）                     | 入江一郎 （残任）    | 中村清公                  | （減員）               | 鈴木憲三 （残任）            | （減員）                       |
| 1960年7月21日  | 高坂正雄（願）                  | （減員）                     | -                    | 中村清公                  | （減員）               | 鈴木憲三 （残任）            | （減員）                       |
| 1960年8月12日  | 高坂正雄（願）                  | （減員）                     | 石井幸一             | 中村清公                  | （減員）               | 鈴木憲三 （残任）            | （減員）                       |
| 1961年8月21日  | 高坂正雄（願）                  | （減員）                     | 石井幸一             | 中村清公                  | （減員）               | 鈴木憲三（願）               | （減員）                       |
| 1962年2月6日   | 高坂正雄（願）                  | （減員）                     | 石井幸一             | -                         | （減員）               | 鈴木憲三（願）               | （減員）                       |
| 1962年2月23日  | 高坂正雄（願）                  | （減員）                     | 石井幸一             | 佐久間虎雄                | （減員）               | 鈴木憲三（願）               | （減員）                       |
| 1963年8月15日  | -                               | （減員）                     | 石井幸一             | 佐久間虎雄                | （減員）               | 鈴木憲三（願）               | （減員）                       |
| 1963年9月13日  | 菊池淳一 （残任）               | （減員）                     | 石井幸一             | 佐久間虎雄                | （減員）               | 鈴木憲三（願）               | （減員）                       |
| 1963年10月26日 | 菊池淳一                        | （減員）                     | 石井幸一             | 佐久間虎雄                | （減員）               | 鈴木憲三（願）               | （減員）                       |
| 1964年8月10日  | 菊池淳一                        | （減員）                     | 石井幸一             | 佐久間虎雄                | （減員）               | -                            | （減員）                       |
| 1964年10月13日 | 菊池淳一                        | （減員）                     | 石井幸一             | 佐久間虎雄                | （減員）               | 崎谷武男 （残任）            | （減員）                       |
| 1965年8月12日  | 菊池淳一                        | （減員）                     | 梅田孝久（願）       | 佐久間虎雄                | （減員）               | 崎谷武男 （残任）            | （減員）                       |
| 1966年8月21日  | 菊池淳一                        | （減員）                     | 梅田孝久（願）       | 佐久間虎雄                | （減員）               | -                            | （減員）                       |
| 1966年9月13日  | 菊池淳一                        | （減員）                     | 梅田孝久（願）       | 佐久間虎雄                | （減員）               | 亀岡康夫（願）               | （減員）                       |
| 1967年2月23日  | 菊池淳一                        | （減員）                     | 梅田孝久（願）       | -                         | （減員）               | 亀岡康夫（願）               | （減員）                       |
| 1967年6月24日  | 菊池淳一                        | （減員）                     | 梅田孝久（願）       | 山田精一（異）            | （減員）               | 亀岡康夫（願）               | （減員）                       |
| 1967年8月21日  | 菊池淳一                        | （減員）                     | 梅田孝久（願）       | 有賀美智子 （残任）       | （減員）               | 亀岡康夫（願）               | （減員）                       |
| 1968年10月26日 | 菊池淳一（願）                  | （減員）                     | 梅田孝久（願）       | 有賀美智子 （残任）       | （減員）               | 亀岡康夫（願）               | （減員）                       |
| 1970年3月6日   | 菊池淳一（願）                  | （減員）                     | 高橋勝好 （残任）    | 有賀美智子 （残任）       | （減員）               | 柿沼幸一郎 （残任）          | （減員）                       |
| 1970年6月27日  | -                               | （減員）                     | 高橋勝好 （残任）    | 有賀美智子 （残任）       | （減員）               | 柿沼幸一郎 （残任）          | （減員）                       |
| 1970年6月30日  | 橋本徳男 （残任）               | （減員）                     | 高橋勝好 （残任）    | 有賀美智子 （残任）       | （減員）               | 柿沼幸一郎 （残任）          | （減員）                       |
| 1970年8月12日  | 橋本徳男 （残任）               | （減員）                     | 高橋勝好（願）       | 有賀美智子 （残任）       | （減員）               | 柿沼幸一郎 （残任）          | （減員）                       |
| 1971年9月13日  | 橋本徳男 （残任）               | （減員）                     | 高橋勝好（願）       | 有賀美智子 （残任）       | （減員）               | -                            | （減員）                       |
| 1971年10月12日 | 橋本徳男 （残任）               | （減員）                     | 高橋勝好（願）       | 有賀美智子 （残任）       | （減員）               | 呉文二                       | （減員）                       |
| 1972年6月24日  | 橋本徳男 （残任）               | （減員）                     | 高橋勝好（願）       | 有賀美智子（定）          | （減員）               | 呉文二                       | （減員）                       |
| 1972年10月10日 | 橋本徳男 （残任）               | （減員）                     | 高橋勝好（願）       | -                         | （減員）               | 呉文二                       | （減員）                       |
| 1972年10月24日 | 橋本徳男 （残任）               | （減員）                     | 高橋勝好（願）       | 瀧川正久 （残任）         | （減員）               | 呉文二                       | （減員）                       |
| 1973年10月26日 | -                               | （減員）                     | 高橋勝好（願）       | 瀧川正久 （残任）         | （減員）               | 呉文二                       | （減員）                       |
| 1973年11月30日 | 橋本徳男（願）                  | （減員）                     | 高橋勝好（願）       | 瀧川正久 （残任）         | （減員）               | 呉文二                       | （減員）                       |
| 1975年1月11日  | 橋本徳男（願）                  | （減員）                     | 青山春樹 （残任）    | 瀧川正久 （残任）         | （減員）               | 呉文二                       | （減員）                       |
| 1975年8月12日  | 橋本徳男（願）                  | （減員）                     | 青山春樹（願）       | 瀧川正久 （残任）         | （減員）               | 呉文二                       | （減員）                       |
| 1976年10月12日 | 橋本徳男（願）                  | （減員）                     | 青山春樹（願）       | 瀧川正久 （残任）         | （減員）               | -                            | （減員）                       |
| 1976年10月29日 | 野口一郎 （残任）               | （減員）                     | 青山春樹（願）       | 瀧川正久 （残任）         | （減員）               | 熊田淳一郎                   | （減員）                       |
| 1977年6月24日  | 野口一郎 （残任）               | （減員）                     | 青山春樹（願）       | 後藤英輔                  | （減員）               | 熊田淳一郎                   | （減員）                       |
| 1978年4月5日   | 野口一郎 （残任）               | （減員）                     | 早川晴雄 （残任）    | 後藤英輔                  | （減員）               | 熊田淳一郎                   | （減員）                       |
| 1978年11月30日 | 野口一郎                        | （減員）                     | 早川晴雄 （残任）    | 後藤英輔                  | （減員）               | 熊田淳一郎                   | （減員）                       |
| 1980年8月12日  | 野口一郎                        | （減員）                     | 平田胤明             | 後藤英輔                  | （減員）               | 熊田淳一郎                   | （減員）                       |
| 1981年10月29日 | 野口一郎                        | （減員）                     | 平田胤明             | 後藤英輔                  | （減員）               | -                            | （減員）                       |
| 1981年11月13日 | 野口一郎                        | （減員）                     | 平田胤明             | 後藤英輔                  | （減員）               | 渡辺豊樹（願）               | （減員）                       |
| 1982年6月24日  | 野口一郎                        | （減員）                     | 平田胤明             | 大森誠一（願）            | （減員）               | 渡辺豊樹（願）               | （減員）                       |
| 1983年11月30日 | 宗像善俊（願）                  | （減員）                     | 平田胤明             | 大森誠一（願）            | （減員）               | 渡辺豊樹（願）               | （減員）                       |
| 1984年11月13日 | 宗像善俊（願）                  | （減員）                     | 平田胤明             | 大森誠一（願）            | （減員）               | 妹尾明 （残任）              | （減員）                       |
| 1985年6月30日  | 宗像善俊（願）                  | （減員）                     | 平田胤明             | -                         | （減員）               | 妹尾明 （残任）              | （減員）                       |
| 1985年7月1日   | 宗像善俊（願）                  | （減員）                     | 平田胤明             | 海原公輝 （残任）         | （減員）               | 妹尾明 （残任）              | （減員）                       |
| 1985年8月12日  | 宗像善俊（願）                  | （減員）                     | 宮代力               | 海原公輝 （残任）         | （減員）               | 妹尾明 （残任）              | （減員）                       |
| 1986年11月13日 | 宗像善俊（願）                  | （減員）                     | 宮代力               | 海原公輝 （残任）         | （減員）               | 伊従寛                       | （減員）                       |
| 1987年6月24日  | 宗像善俊（願）                  | （減員）                     | 宮代力               | -                         | （減員）               | 伊従寛                       | （減員）                       |
| 1987年7月1日   | 宗像善俊（願）                  | （減員）                     | 宮代力               | 佐藤徳太郎                | （減員）               | 伊従寛                       | （減員）                       |
| 1987年9月16日  | 宇賀道郎 （残任）               | （減員）                     | 宮代力               | 佐藤徳太郎                | （減員）               | 伊従寛                       | （減員）                       |
| 1988年11月30日 | 宇賀道郎（願）                  | （減員）                     | 宮代力               | 佐藤徳太郎                | （減員）               | 伊従寛                       | （減員）                       |
| 1990年8月12日  | 宇賀道郎（願）                  | （減員）                     | 佐藤謙一（願）       | 佐藤徳太郎                | （減員）               | 伊従寛                       | （減員）                       |
| 1991年11月13日 | 宇賀道郎（願）                  | （減員）                     | 佐藤謙一（願）       | 佐藤徳太郎                | （減員）               | -                            | （減員）                       |
| 1991年12月16日 | 宇賀道郎（願）                  | （減員）                     | 佐藤謙一（願）       | 佐藤徳太郎                | （減員）               | 股野景親（願）               | （減員）                       |
| 1992年7月1日   | 宇賀道郎（願）                  | （減員）                     | 佐藤謙一（願）       | 植木邦之                  | （減員）               | 股野景親（願）               | （減員）                       |
| 1993年7月1日   | 植松敏 （残任）                 | （減員）                     | 佐藤勲平 （残任）    | 植木邦之                  | （減員）               | 股野景親（願）               | （減員）                       |
| 1993年11月30日 | 植松敏                          | （減員）                     | 佐藤勲平 （残任）    | 植木邦之                  | （減員）               | 股野景親（願）               | （減員）                       |
| 1994年10月5日  | 植松敏                          | （減員）                     | 佐藤勲平 （残任）    | 植木邦之                  | （減員）               | -                            | （減員）                       |
| 1994年12月2日  | 植松敏                          | （減員）                     | 佐藤勲平 （残任）    | 植木邦之                  | （減員）               | 柴田章平 （残任）            | （減員）                       |
| 1995年8月12日  | 植松敏                          | （減員）                     | 佐藤勲平（定）       | 植木邦之                  | （減員）               | 柴田章平 （残任）            | （減員）                       |
| 1996年12月16日 | 植松敏                          | （減員）                     | 佐藤勲平（定）       | 植木邦之                  | （減員）               | -                            | （減員）                       |
| 1996年12月18日 | 植松敏                          | （減員）                     | 佐藤勲平（定）       | 植木邦之                  | （減員）               | 柴田章平                     | （減員）                       |
| 1997年7月1日   | 植松敏                          | （減員）                     | 佐藤勲平（定）       | 糸田省吾                  | （減員）               | 柴田章平                     | （減員）                       |
| 1997年7月7日   | 植松敏                          | （減員）                     | 黒河内久美 （残任）  | 糸田省吾                  | （減員）               | 柴田章平                     | （減員）                       |
| 1998年11月30日 | -                               | （減員）                     | 黒河内久美 （残任）  | 糸田省吾                  | （減員）               | 柴田章平                     | （減員）                       |
| 1998年12月15日 | 本間忠良                        | （減員）                     | 黒河内久美 （残任）  | 糸田省吾                  | （減員）               | 柴田章平                     | （減員）                       |
| 2000年8月12日  | 本間忠良                        | （減員）                     | 小林惇               | 糸田省吾                  | （減員）               | 柴田章平                     | （減員）                       |
| 2001年12月18日 | 本間忠良                        | （減員）                     | 小林惇               | 糸田省吾                  | （減員）               | 柴田愛子                     | （減員）                       |
| 2002年7月1日   | 本間忠良                        | （減員）                     | 小林惇               | 三谷紘                    | （減員）               | 柴田愛子                     | （減員）                       |
| 2003年12月15日 | 山田昭雄                        | （減員）                     | 小林惇               | 三谷紘                    | （減員）               | 柴田愛子                     | （減員）                       |
| 2005年8月12日  | 山田昭雄                        | （減員）                     | 濱崎恭生（定）       | 三谷紘                    | （減員）               | 柴田愛子                     | （減員）                       |
| 2006年12月18日 | 山田昭雄                        | （減員）                     | 濱崎恭生（定）       | 三谷紘                    | （減員）               | -                            | （減員）                       |
| 2007年2月18日  | 山田昭雄                        | （減員）                     | 濱崎恭生（定）       | 三谷紘                    | （減員）               | 後藤晃                       | （減員）                       |
| 2007年7月1日   | 山田昭雄                        | （減員）                     | 濱崎恭生（定）       | 神垣清水                  | （減員）               | 後藤晃                       | （減員）                       |
| 2008年12月15日 | -                               | （減員）                     | 濱崎恭生（定）       | 神垣清水                  | （減員）               | 後藤晃                       | （減員）                       |
| 2009年4月1日   | 濵田道代                        | （減員）                     | 濱崎恭生（定）       | 神垣清水                  | （減員）               | 後藤晃                       | （減員）                       |
| 2010年1月28日  | 濵田道代                        | （減員）                     | 細川清 （残任）      | 神垣清水                  | （減員）               | 後藤晃                       | （減員）                       |
| 2010年8月12日  | 濵田道代                        | （減員）                     | -                    | 神垣清水                  | （減員）               | 後藤晃                       | （減員）                       |
| 2010年12月4日  | 濵田道代                        | （減員）                     | 細川清（亡）         | 神垣清水                  | （減員）               | 後藤晃                       | （減員）                       |
| 2012年2月18日  | 濵田道代                        | （減員）                     | 細川清（亡）         | 神垣清水                  | （減員）               | -                            | （減員）                       |
| 2012年3月5日   | 濵田道代                        | （減員）                     | 細川清（亡）         | 神垣清水                  | （減員）               | 小田切宏之                   | （減員）                       |
| 2012年7月1日   | 濵田道代                        | （減員）                     | 細川清（亡）         | 幕田英雄                  | （減員）               | 小田切宏之                   | （減員）                       |
| 2012年9月6日   | 濵田道代                        | （減員）                     | -                    | 幕田英雄                  | （減員）               | 小田切宏之                   | （減員）                       |
| 2013年3月28日  | 濵田道代                        | （減員）                     | 山﨑恒               | 幕田英雄                  | （減員）               | 小田切宏之                   | （減員）                       |
| 2014年4月1日   | 山本和史                        | （減員）                     | 山﨑恒               | 幕田英雄                  | （減員）               | 小田切宏之                   | （減員）                       |
| 2016年2月22日  | 山本和史                        | （減員）                     | 三村晶子             | 幕田英雄                  | （減員）               | 小田切宏之                   | （減員）                       |
| 2016年11月21日 | 山本和史                        | （減員）                     | 三村晶子             | 幕田英雄                  | （減員）               | 青木玲子                     | （減員）                       |
| 2017年7月1日   | 山本和史                        | （減員）                     | 三村晶子             | 小島吉晴                  | （減員）               | 青木玲子                     | （減員）                       |
| 2022年7月1日   | 山本和史                        | （減員）                     | 三村晶子             | 𠮷田安志                  | （減員）               | 青木玲子                     | （減員）                       |
| 2023年4月13日  | 泉水文雄                        | （減員）                     | 三村晶子             | 𠮷田安志                  | （減員）               | 青木玲子                     | （減員）                       |

## 歴代事務総長
「公正取引委員会事務総長」を参照されたい。

## その他の公取委関係者
- 上杉秋則（法学者・元事務総長）
- 正田彬（法学者・顧問）
- 厚谷襄児（法学者・元事務局長）
- 今村成和（法学者・元調査第一課長）
- 村上政博（法学者・元監査室長）
- 郷原信郎（弁護士・元審査部付）
- 中山武憲（法学者・元事務局、官房・取引部・審査部の各課・室長）
- 山田昭典（独立行政法人国民生活センター理事長・元事務総長）
- 渡邉惠理子（最高裁判所裁判官・元経済取引局調整課課長補佐[78]）